# Стшалків (табір)
Стшалків, Стрілково (пол. Strzałkowo) — один із найбільших таборів на теренах Познанського воєводства поблизу м. Вжесьня (Września; нині місто Великопольського воєводства, Польща), що в ньому перебували у 1919—1923 роках військовополонені та інтерновані військові українських армій та цивільні особи. Створений під час першої світової війни німецькою військовою адміністрацією в розрахунку на утримання 30 тис. військовополонених, займав територію в 75 га. Поділявся на 4 сектори (у кожному — 7—8 великих землянок, бараки, санітарні пункти). З відродженням Польської держави наприкінці 1918 табір перейшов до її юрисдикції та був розширений для утримання 50 тис. осіб. Улітку 1919 року тут перебувало 25 тис. полонених — переважно вояків Української Галицької армії. Невідповідні умови утримання спричиняли високу смертність. Наприкінці 1919 року у Стшалкові перебувало 10,4 тис. українських військових, наприкінці 1920 року — близько 37 тис. У січні 1921 року до табору прибули інтерновані Запасна бригада Армії УНР генерал-хорунжого Н. Никоніва, частини 1-ї Запорізької, 5-ї Херсонської й Окремої кінної дивізій, прикордонного корпусу, перекинуті з інших таборів. Групу військ УНР очолив генерал-хорунжий А. Пузицький. У другій половині 1921 року до Стшалкова переведено підрозділи Армії Української Народної Республіки з кількох інших таборів — Ланцута (липень), Вадовиць і Пйотркова Трибунальського (з обох у вересні), невелику групу з Александрув-Куявського (жовтень). У таборі працювали перенесений із Ланцута Український народний університет (758 слухачів) із військовим факультетом, українська гімназія, перебував Наддніпрянський хор Д. Котка, який гастролював Польщею. Видавалися часописи «Військовий вісник», «Наша зоря», «Нове життя», «Промінь», «Спортсмен», «Студентський вісник» та ін.
У серпні 1922 року більшість українських військових було переведено до табору в Каліші. У так званій промисловій частині табору, залишилося близько 600—700 осіб із так званої групи полковника О. Ковальського. Після остаточної ліквідації табору в червні 1923 року та знесення бараків у Стшалкові залишилася невелика (58 осіб) група українських військових із родинами, які замешкали в будинку колишньої комендатури. Таким чином у Стшалкові й околицях постала українська еміграція, що займалася переважно ремеслом.